# Ordre de l'Aigle blanc (Serbie)
Pour les articles homonymes, voir Ordre de l'Aigle blanc (homonymie) et Ordre de l'Aigle.
L’ordre de l’Aigle blanc de Serbie est une décoration instituée par Milan Ier de Serbie, roi de Serbie le 23 janvier 1883 en même temps que l’ordre royal de Saint-Sava dans un royaume serbe proclamé le 22 février 1882 (5 mars 1882 dans le calendrier grégorien).
Lors de l’accession au trône de Pierre Ier de Serbie en 1903, le revers de la médaille porta la date de proclamation du royaume (1882) à la place du sceptre de Milan I.
L’ordre de l’Aigle blanc de Serbie comportait une division militaire qui se caractérisait par le port de deux glaives croisés entre la couronne et les têtes des aigles. Il était réservé aux officiers ayant fait preuve de bravoure au combat et fut instauré en 1915.
L’ordre de l’Aigle blanc n’est plus décerné depuis 1945, avec la fin de la monarchie, mais le rang de la décoration fut maintenu dans les ordres, décorations et médailles de la république fédérative socialiste de Yougoslavie.